# Hans-Harder Biermann-Ratjen
Hans-Harder Biermann-Ratjen (* 23. März 1901 in Hamburg; † 25. April 1969 ebenda) war ein nach 1945 wirkungsstarker Vertreter des deutschen Bildungsbürgertums und Politiker der Freien Demokratischen Partei (FDP).

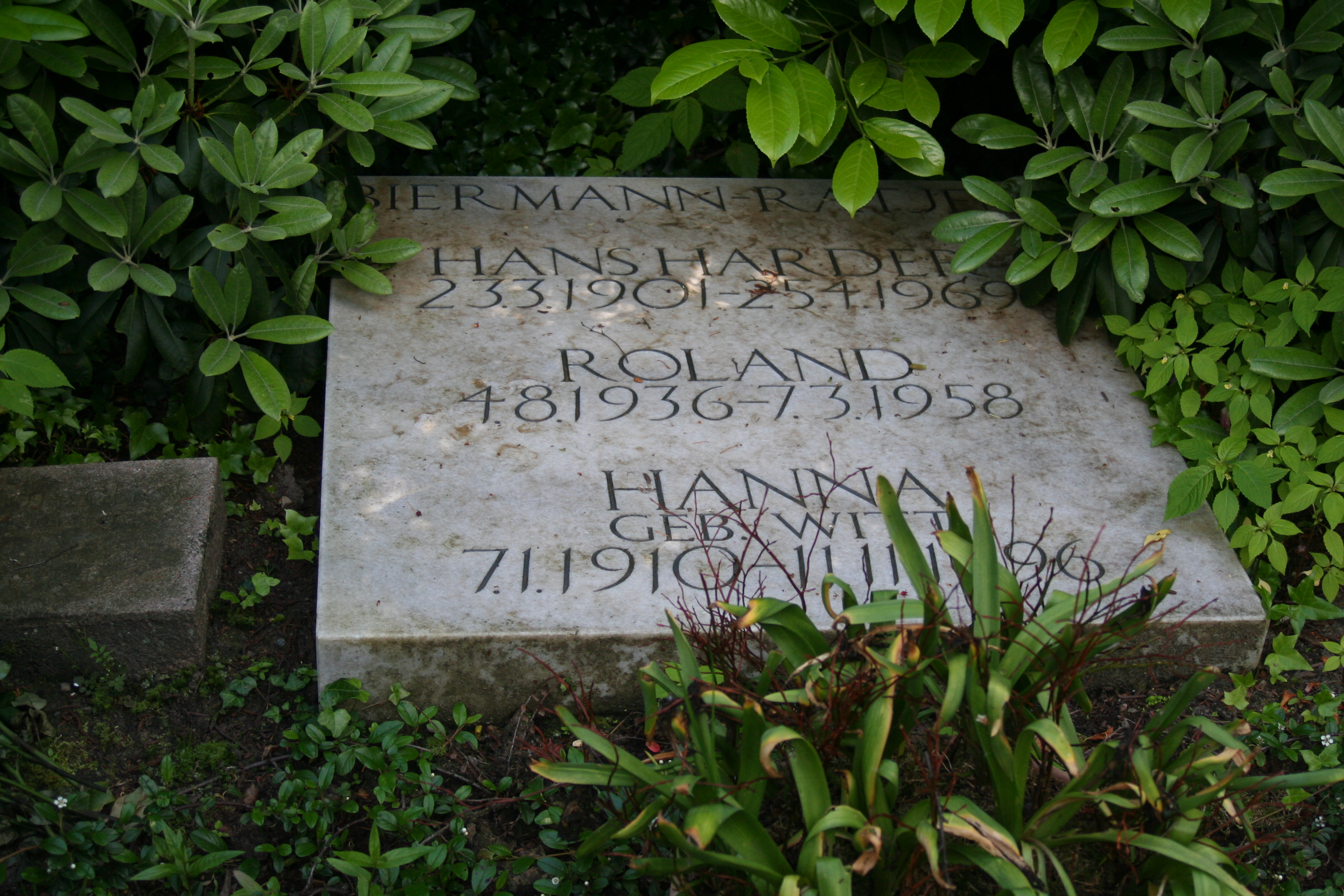
Grab von Hans-Harder Biermann-Ratjen

## Leben und Beruf
Biermann-Ratjen, dessen Vater bereits Notar gewesen war, studierte nach dem Abitur Rechtswissenschaften und wurde nach dem Assessorexamen und der Promotion 1929 zum hamburgischen Notar bestellt. Nebenberuflich war er als Schriftsteller tätig. Bis zu seiner Absetzung durch die Nationalsozialisten 1936 war er Vorsitzender des Hamburger Kunstvereins. Die Zeit von 1936 bis 1945 ist derzeit Gegenstand einer Untersuchung der Hamburger Bürgerschaft.

## Partei
Biermann-Ratjen trat im Februar 1947 der FDP bei. Er engagierte sich vor allem in der Kultur-, aber auch in der Schulpolitik. In letzterer sprach er sich zum Beispiel für die Lernmittelfreiheit für Oberschüler und gegen die sechsjährige Grundschule aus. Ab Ende 1949 beteiligte Biermann-Ratjen sich innerhalb der Hamburger FDP am Demokratischen Zirkel, in dem sich der linke Flügel der Landespartei zusammenfand. Am 20. Januar 1951 gehörte er mit Harald Abatz, Emmy Beckmann, Lieselotte Anders, Anton Leser und Max Dibbern zu den Unterzeichnern des Aufrufs für eine liberale Sammlung von Edgar Engelhard, der sich gegen die Pläne der Landesverbände Nordrhein-Westfalen, Niedersachsen und Hessen wendete, aus der FDP eine Partei der Nationalen Sammlung zu machen. Von 1958 bis 1967 war er Mitglied des Kuratoriums der Friedrich-Naumann-Stiftung.

## Abgeordneter
Biermann-Ratjen wurde erstmals 1949 im Wahlkreis Groß Flottbek in die Hamburgische Bürgerschaft gewählt und gehörte ihr bis 1957 und erneut von 1961 bis 1963 an. Von 1949 bis 1953 war er Stellvertretender Vorsitzender der FDP-Fraktion.

## Öffentliche Ämter
Biermann-Ratjen war von Juni bis zum 2. Dezember 1945 und von 1953 bis 1966 Präses der Kulturbehörde der Freien und Hansestadt Hamburg und holte in dieser Eigenschaft u. a. Gustaf Gründgens nach Hamburg und förderte besonders die Dichtung, unter anderem ermöglichte seine Behörde die Herausgabe eines vielbeachteten Jahrbuchs zeitgenössischer Lyrik, das von 1954 bis 1959 im Hamburger Christian Wegner Verlag erschien. Zeitweise leitete er auch die Senatskommission für die Justizverwaltung (eine eigenständige Justizbehörde gab es noch nicht). Als Vorsitzender dieser Kommission verfügte er mehrfach, auch gegen den Willen der Staatsanwaltschaft, die Einleitung disziplinarischer Untersuchungen gegen Richter wegen deren Tätigkeit zur Zeit des Nationalsozialismus. Im September 1959 ordnete er eine Überprüfung aller in der NS-Zeit in Hamburg und Altona von Sondergerichten erlassenen Todesurteile an.

## Ehrungen
1978 stiftete der Hamburger Senat im Gedenken an seine Verdienste die Biermann-Ratjen-Medaille, mit der seither Personen geehrt werden, die sich um die Stadt in kultureller Weise verdient gemacht haben.
Hans-Harder Biermann-Ratjen wurde auf dem Nienstedtener Friedhof in Hamburg beigesetzt.

## Veröffentlichungen
- Hans-Harder Ratjen: Das Glück auf der Kugel, Henssel, Berlin 1948 (Roman über das antike Syrakus, der mit impliziter, aber deutlicher Wendung gegen den Nationalsozialismus die Tyrannenherrschaften und die Aisymnetie des 4. Jh. v. Chr. zum Hintergrund hat).
- Hans-Harder Biermann-Ratjen: Kultureller Neubeginn 1945, in: Erich Lüth (Hrsg.): Neues Hamburg, Band VII, Hamburg 1952, S. 42–57.